# The Binding of Isaac: Rebirth
The Binding of Isaac: Rebirth är ett indie-actionäventyrsspel från 2014, designat av Edmund McMillen och utvecklat av Nicalis. Spelet är en förbättrad version av The Binding of Isaac från 2011 med nytt innehåll.
The Binding of Isaac: Rebirth har fått tre expansioner: Afterbirth 2015, Afterbirth+ 2017, och Repentance 2021.